# 산바이즈
산바이즈(일본어: 三杯酢)는 식초에 간장과 설탕 또는 미림을 넣은 일본의 조미료로, 초간장과 유사하다.